# Inhambu-do-chaco
O inhambu-do-chaco, (nome científico: Nothoprocta cinerascens) é uma espécie de ave tinamiforme pertence à família dos tinamídeos. É comumente encontrado em sua distribuição, que ocorre nas regiões de clima tropical e subtropical da América do Sul.

## Outros nomes, grafias e etimologia
Alternativamente inambu-do-chaco, também conhecido por tinamu-do-chaco.

## Taxonomia
Todas as espécies de inhambu pertencem à família Tinamidae, que por sua vez pertence à ordem dos Tinamiformes, sendo também, de modo mais amplo, ratitas, embora sejam capazes de voar curtas distâncias.
É um dos seis representantes do gênero Nothoprocta, introduzido em 1873, pelos naturalistas ingleses Philip Lutley Sclater e Osbert Salvin. O epíteto específico foi nomeado pelo ornitólogo alemão Hermann Burmeister em 1860.
O nome do gênero combina os termos do grego antigo κρυπτός "kruptós", que significa 'coberto', 'escondido'; οὐρά, "ourá", 'cauda'; e -ellus, um sufixo latino que significa 'diminutivo', provavelmente em referência à cauda curta, coberta por pequenas plumas, fazendo-a parecer escondida.

### Subespécies
São reconhecidas duas subespécies:
- N. c. cinerascens (Burmeister, 1860) – raça nominal, ocorre no sudoeste da Bolívia, noroeste do Paraguai e Argentina central[4]
- N. c. parvimaculata (Olrog, 1959) – ocorre no noroeste da Argentina, no leste da província de La Rioja[4]

## Descrição
O inhambu-do-chaco é de aproximadamente 31,5 centímetros de comprimento e pesa 540 gramas. Suas partes superiores são cinza a marrom-oliva barradas de preto e proeminentemente listradas de branco. Sua coroa é preta, os lados de sua cabeça e sua garganta são brancos, sua garganta inferior é barrada de preto, seu peito é cinza manchado de branco e sua barriga é esbranquiçada. Suas pernas são cinza escuro. A fêmea é maior e mais escura.

## Comportamento
A chamada do inhambu-do-chaco é uma série de sete a dez notas assobiadas claras que carregam, e serão duras, pois defendem seu alcance de cerca de 50 acres (20 ha). Se alimenta de frutas do chão ou arbustos baixos. Eles também comem pequenas quantidades de invertebrados, botões de flores, folhagens, sementes e raízes.
O macho incuba os ovos que podem vir de até 4 fêmeas diferentes e, em seguida, os cria até que estejam prontos para ficarem sozinhos, o que leva cerca de 2 a 3 semanas. O ninho está localizado no chão em arbustos densos ou entre contrafortes de raízes levantadas.

## Distribuição e habitat
A espécie é nativa do sudeste da Bolívia, noroeste do Paraguai e noroeste e centro da Argentina na América do Sul. Possui preferência por matagais secos em 1000 a 2000 metros (3,300–6,600 pés) acima do nível do mar. Também pode ser encontrado em savanas e pastagens secas ou sazonalmente inundadas e terras agrícolas.

## Conservação
O inhambu-do-chaco se encontra na Lista Vermelha de Espécies Ameaçadas como uma espécie pouco preocupante, com uma área de ocorrência de mais de 1,200,000 quilômetros quadrados (460,000 mi²), além de populações estáveis em sua distribuição.